# Ethnophaulismen für Deutsche

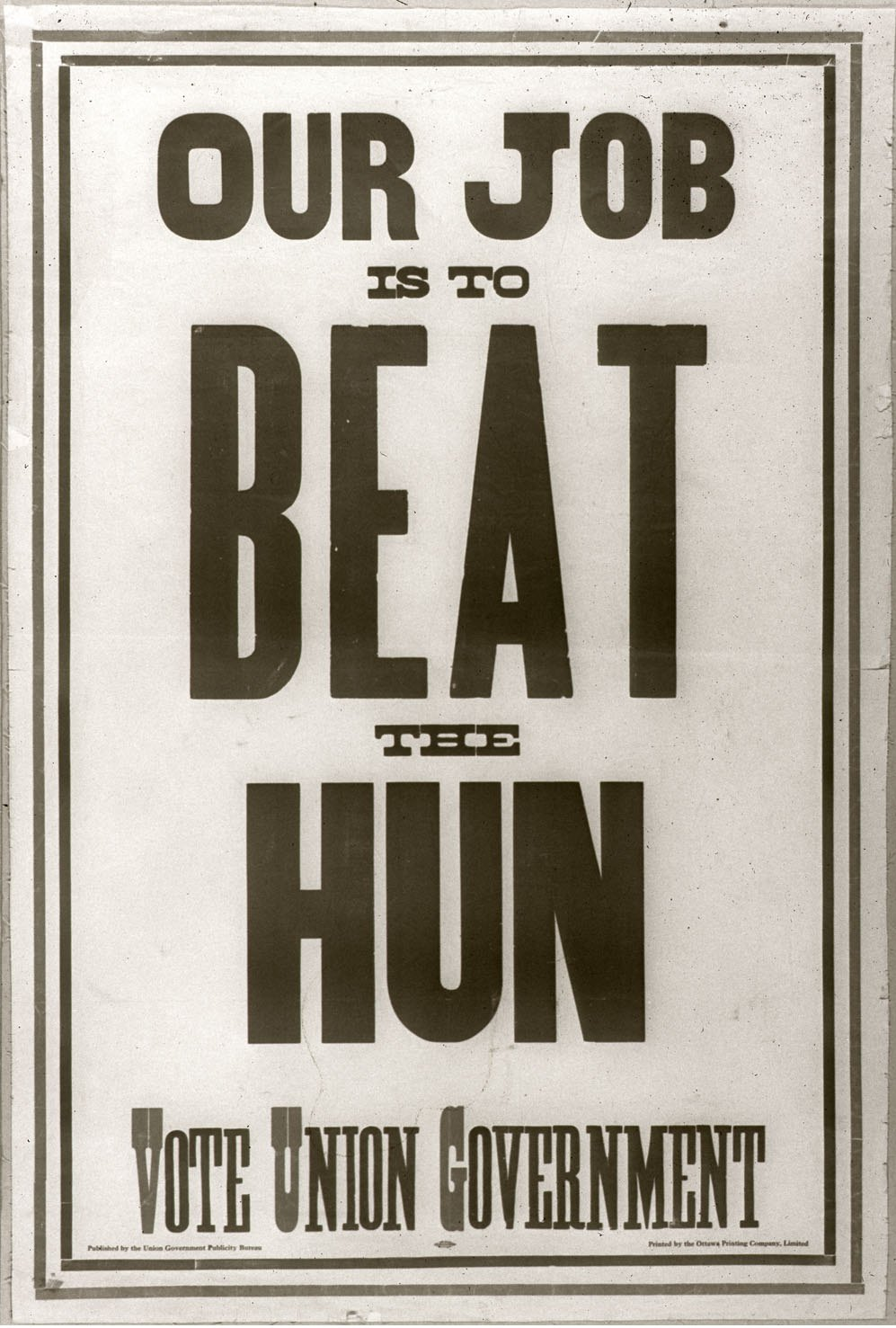
Kanadisches Wahlplakat aus der Zeit des Ersten Weltkrieges

Ethnophaulismen für Deutsche sind abwertende Bezeichnungen für Deutsche und teilweise Österreicher, Deutschschweizer oder für deutschsprachige Minderheiten in anderen Ländern. Viele dieser Begriffe stammen aus den beiden Weltkriegen, wo Deutsche als feindliche Soldaten oder Besatzer erlebt wurden. Während deren Bedeutung heute eher zurückgegangen ist, haben sich, etwa durch Migranten in deutschsprachigen Ländern oder gegenüber deutschsprachigen Migranten, auch neue Ethnophaulismen etabliert. Bei einigen der Begriffe gibt es neben beleidigenden auch humorvolle oder selbstironische Verwendungsmöglichkeiten.
| Bezeichnung               | Herkunft                                           | Bedeutung |
| ------------------------- | -------------------------------------------------- | --- |
| Alman                     | Deutschland                                        | Ähnlich wie Kartoffel handelt es sich auch hier um eine Bezeichnung, die im deutschsprachigen Raum in der migrantisch geprägten Jugendsprache für Deutsche ohne offensichtlichen Migrationshintergrund genutzt wird. Herleitung ist die türkische Bezeichnung Alman für Deutsche. Auch bei Alman ist in der Verwendung eine Bandbreite zwischen sarkastisch-humorvoller, neutraler und abwertender Konnotation für den Begriff möglich. Auch eine selbstironische Verwendung ist durchaus üblich. Verbreitet sind Bezüge zu Klischees des Deutschseins, etwa zu Kleingeist, „deutschem“ Aussehen, deutscher Kultur und Brauchtum, Sprache, Humor, Ess- und Trinkgewohnheiten, deutschem Verhalten und Spießbürgerlichkeit und allgemein zu deutscher Lebens- und Arbeitsmoral. Aufgegriffen wurde der Ausdruck auch in der Netzkultur, wo eine Reihe von Memes zu Almans verbreitet sind. |
| Boche                     | Frankreich                                         | Die Bezeichnung stammt aus Frankreich und ist seit der zweiten Hälfte des 19. Jahrhunderts, in etwa zeitgleich mit dem erneuten Aufkeimen des deutsch-französischen Konflikts in Verwendung. Auch in den beiden Weltkriegen wurden Deutsche vermehrt so bezeichnet. Ursprünglich ist der Begriff wahrscheinlich zurückzuführen auf alboche, einer Zusammensetzung aus dem Präfix al- – abkürzend für allemand „deutsch“ – und boche aus caboche („Dickschädel, Kraut“). Mit boche wurde auch eine Holzkugel, vergleichbar einer Kegelkugel, bezeichnet. |
| Crucco                    | Italien                                            | Der Begriff ist vom kroatischen/slowenischen kruh für Brot abgeleitet. Als Schimpfwort kam er im Ersten Weltkrieg für die österreichisch-ungarischen Kriegsgefangenen kroatischer oder slowenischer Herkunft auf, die bei den italienischen Soldaten um Brot bettelten. Später bezog es sich auf feindliche Soldaten allgemein und schließlich auf Deutsche. |
| Fritz                     | USA, Vereinigtes Königreich, Russland              | Als typischer deutscher Name schlechthin stand Fritz vor allem im Zweiten Weltkrieg mit abwertender Konnotation für Deutsche. Der Name Friedrich und seine Kurzform Fritz waren tatsächlich noch häufig vorkommende Vornamen dieser Zeit. Im Russischen wird alternativ auch der Name „Hans“ verwendet, der sich im Wort gans (Plural gansy) eingebürgert hat, etwa bei Joseph Brodsky. |
| Gummihals                 | Schweiz                                            | Der Ausdruck stammt aus den späten 1970er Jahren und bezieht sich heute auch auf deutschstämmige Migranten in der Schweiz. Mehrere Herleitungen sind möglich. Deutsche redeten permanent (im Gegensatz zu zurückhaltenden Schweizern), selbst „wenn du ihnen den Hals umdrehen könntest, sie würden immer noch unaufhörlich weiterreden.“ Oder sie nickten unentwegt, wenn der Chef etwas sagt. |
| Hun                       | Angelsächsischer Sprachraum                        | Aufgrund der sogenannten Hunnenrede Kaiser Wilhelms II. vom 27. Juli 1900 wird der Begriff Hunne (engl. hun) im englischen Sprachraum als herabsetzend für Deutsche benutzt. In dieser Rede hatte der Kaiser seine Truppen zu besonders rücksichtslosem Vorgehen gegen die chinesischen Gegner im Boxeraufstand aufgefordert und dabei einen Vergleich zur bei Feinden gefürchteten Kriegsführung der Hunnen gezogen. Die Bezeichnung stand daher im Ersten und auch im Zweiten Weltkrieg für den deutschen Kriegsgegner. Von Großbritannien requirierte deutsche Handelsdampfer zu Beginn des Ersten Weltkriegs wurden als „Hunnendampfer“ bezeichnet. |
| Jerry                     | Angelsächsischer Sprachraum                        | Angelsächsische Bezeichnung, die im Zweiten Weltkrieg für deutsche Soldaten, die deutschen Streitkräfte oder Deutschland als Ganzes gebraucht wurde. Die Bezeichnung wurde bereits im Ersten Weltkrieg verwendet, größere Verbreitung erfuhr sie aber erst im Zweiten Weltkrieg. |
| Kartoffel                 | Deutschland                                        | Im 19. Jahrhundert waren Kartoffelsachsen oder Kartoffelwänste Schimpfworte für Bewohner bestimmter Regionen (Erzgebirge, Sachsen), die sich angeblich vorwiegend von Kartoffeln ernährten. In den 1960er Jahren bezeichneten italienische Einwanderer Deutsche als „Kartoffelfresser“, Pendant zum deutschen Schimpfwort Spaghettifresser. Kartoffel für Deutsche wurde ab den 2000er Jahren als Schimpfwort in der migrantisch geprägten Jugendsprache, später aber auch als ironische Fremd- und Selbstbezeichnung, etwa im deutschsprachigen Hip-Hop, verwendet. |
| Kolbasnik                 | Russland                                           | Ein veralteter (meist vor den 1940er Jahren verwendeter) russischer abwertender Begriff für Deutsche, der wörtlich „Wurstmacher“ bedeutet. |
| Kraut                     | Vereinigtes Königreich, USA                        | Abwertende Bezeichnung, aus dem Ersten Weltkrieg stammend, die vor allem während des Zweiten Weltkrieges in den USA gebräuchlich war. Sie bezieht sich auf das Stereotyp des deutschen Sauerkrautessers. In der Nachkriegszeit gab es auch selbstironische Verwendungen des Begriffs, wie beispielsweise in Krautrock. |
| Mof (Plural moffen)       | Niederlande                                        | Wurde ursprünglich in der Zeit der Republik in den Niederlanden verwendet für deutsche Einwanderer (Hollandgänger) und ist seit dem 16. Jahrhundert belegt, unter anderem bei Isaac Vos. Das Wort geht vermutlich auf die deutschen Wörter Muff und muffig zurück oder ist eine Onomatopoesie der deutschen Sprache. Das Wort war ursprünglich kein Pejorativ, wurde aber seit dem Zweiten Weltkrieg als Schimpfwort für „Deutscher“, „Nazi“ verwendet. |
| Piefke                    | Österreich                                         | Umgangssprachlich verwendete, meist abwertend gemeinte Bezeichnung. Als Familienname wurde Piefke aus dem Slawischen von Piwka von Ostsiedlern eingedeutscht. Die Verwendung für Deutsche könnte sich auf den bekannten preußischen Militärmusiker Johann Gottfried Piefke beziehen. Dieser dirigierte nach dem preußisch-österreichischen Kriege im Marchfeld ca. 20 km vor Wien in einer großen Parade ein Musikkorps. Unter den Wienern soll sich der Ruf „Die Piefke kommen“ verbreitet haben und zum Sinnbild für 50.000 marschierende Preußen geworden sein. |
| pølsetysker               | Dänemark                                           | Das Kompositum aus den Substantiven pølse („Wurst“ bzw. „Würstchen“) und tysker („Deutscher“) bezeichnet ursprünglich einen sparsamen deutschen Touristen, der hauptsächlich von seinen selbst mitgebrachten Würstchen lebt. Der Begriff ist abwertend konnotiert und kann auf deutsche Urlauber verweisen, die nicht nur ihr Essen, sondern auch ihre Lebensart und ihre Einstellung mitbringen und diese „ignorant, arrogant und selbstgefällig“ ebenfalls vom Gastland erwarten. |
| Schwabo                   | Kroatien, Bosnien-Herzegowina, Serbien, Montenegro | Schwabo (serbokroatisch Švabo Швабо, in Serbien Švaba) umgangssprachlich eine Bezeichnung für alle Deutschsprachigen. Sie leitet sich aus der früheren Bezeichnung für Donauschwaben ab und wird heute von Migranten aus dem ehemaligen Jugoslawien für Österreicher, Deutsche oder Deutschschweizer verwendet. Die Bedeutung kann heiter-ironisch, aber auch abwertend sein. |
| Schwob                    | Deutschschweiz                                     | Schwob ist eine umgangssprachliche Bezeichnung für alle Deutschen mit abwertender Konnotation. Findet vor allem im nördlichen Teil der Schweiz Anwendung, wo viele Grenzgänger arbeiten. Die Ableitung von Schwabe scheint aufgrund der schwäbischen Aussprache für Schwabe Schwob [ʃ͜wɔːb] naheliegend zu sein. |
| Skopčák (Plural skopčáci) | Tschechien                                         | Abwertende Bezeichnung für Deutsche, ursprünglich für die Angehörigen der deutschen Minderheit auf dem heutigen tschechischen Staatsgebiet (Sudetendeutsche). Sie geht zurück auf die Wendung z kopců (deutsch von den Hügeln), verbunden mit dem Derivationssuffix -ák. Die Kennzeichnung der Deutschen als Hügelbewohner geht auf die Zeit vor dem Zweiten Weltkrieg zurück, als die deutsche Bevölkerungsgruppe das bergige Grenzland bewohnte, während die Tschechen im ebeneren Gebiet in der Mitte des Landes lebten. |
| Szwab                     | Polen                                              | Die Bezeichnung entstammt der polnischen Bezeichnung für Schwaben, die im Zweiten Weltkrieg zugleich eine Bedeutungsverschlechterung ins Verächtliche und eine Ausweitung auf Deutsche im Allgemeinen erfahren hat. |